# Davis (MBTA-Station)
Davis ist der Name einer U-Bahn-Station der Massachusetts Bay Transportation Authority (MBTA) in Somerville im Bundesstaat Massachusetts der Vereinigten Staaten. Sie bietet Zugang zur U-Bahn-Linie Red Line. Die Station wurde nach der gleichnamigen Familie aus Massachusetts benannt, die bereits seit über 200 Jahren politische Ämter in Neuengland bekleidet.

## Geschichte
Die Station wurde am 8. Dezember 1984 eröffnet.

## Bahnanlagen

### Gleis-, Signal- und Sicherungsanlagen
Der U-Bahnhof verfügt über insgesamt zwei Gleise, die über einen Mittelbahnsteig zugänglich sind.

### Gebäude
Der U-Bahnhof befindet sich an der Kreuzung der Straßen College Avenue, Elm Street und Holland Street und ist vollständig barrierefrei zugänglich. 
Im Rahmen des Programms Arts on the Line wurden in der Station sowie außerhalb davon vier Kunstwerke installiert:
- Das Werk „Ten Figures“ von James Tyler umfasst zehn lebensgroße Figuren aus Beton, die in der Nähe der Eingänge über den Davis Square verteilt sind.
- 249 von Schulkindern gestaltete Fliesen zieren eine Wand im Zwischengeschoss der Station und wurden von Jack Gregory und Joan Wyezum zum Werk „Children's Tile Mural“ arrangiert. 2009 machten sich einige örtliche Künstler auf die Suche nach den Kindern, die zu diesem Zeitpunkt bereits zwischen 35 und 40 Jahren alt waren, um ihre dazugehörige Geschichte zu erfahren.[4]
- In den Fußboden sind an verschiedenen Stellen Zeilen von Gedichten eingelassen, die in ihrer Summe das Werk „Poetry“ bilden und von verschiedenen Autoren stammen.
- Das Werk „Sculpture With a D“ von Sam Gilliam besteht aus einer großen, abstrakten Skulptur.

## Umfeld
An der Station besteht eine Anbindung an sechs Buslinien der MBTA. Darüber hinaus stehen 165 Fahrrad-Abstellplätze zur Verfügung.
In unmittelbarer Umgebung der Station befinden sich die Tufts University und der Davis Square.